# MÁV Zrt.
Венгерские государственные железные дороги ( венгерский : Magyar Államvasutak, формально MÁV Magyar Államvasutak Zártkörűen Működő Részvénytársaság ( MÁV Zrt.) —крупнейшая венгерская национальная железнодорожная компания, главный офис которой расположен в Будапеште.

## История
Датой рождения венгерских железных дорог считается вторая половина 1846 года, когда была открыта первая паровозная линия между Пештом и Вацем. После неудавшейся венгерской революции 1848 года все Ж/Д дороги были национализированы австрийским правительством, но уже в конце 1850-х всё это имущество было приватизировано.
После австро-венгерского компромисса 1867 года, развитие ЖД сообщений перешли в ответственность нового венгерского правительства. В 1868 году правительство выкупает обанкротившуюся Венгерскую Северную Железную Дорогу, в 1869 министерство транспорта создаёт компанию Венгерские Королевские Железные Дороги, которая является предшественником MAV. В дальнейшем при поддержке правительства количество Ж/Д веток увеличивалось. В 1891 году французы выкупают у правительства компанию и переименовывают ее в MAV.
К 1910 году MÁV стала одной из крупнейших европейских железнодорожных компаний: общая протяженность железнодорожных сетей достигла 22 869 километров. После подписания Трианонсого договора протяженность путей сократилась вдвое. В период между мировыми войнами фокус компании был сосредоточен на электрофикацию железнодорожных путей.
В начале 1930-х из за Великой Депресии множество Ж/Д компаний в Венгрии банкротятся, и их имущество полностью скупает MAV, что вскоре делает ее единственной Ж/Д компанией в стране. В 1939-1941 занималась интегрированием Ж/Д на новых территориях.
Во время Второй Мировой Войны MAV использовался для депортации евреев в концлагеря, к концу войны почти вся инфраструктура компании была разрушена, а поезда и техника были частично реквизированы. Ж/Д пути удалось восстановить полностью лишь к 1948 году.
4 марта 2007 г. приостанавливается движение на 14 линиях компании.
В 2010-х получает финансирование от ЕС на модернизацию дорог. В это же время компания начинает запускать свои автобусные линии.
В январе 2021 года MÁV приобрела Volánbusz и VOLÁN Buspark
С 1 января 2025 года компания прошла масштабную реорганизацию и получила название Volánbusz Zrt

## Статистика
- Общая протяженность железнодорожных линий: 7 606 км (4 726 миль)